# Réserve écologique du Ruisseau-de-l’Indien
Die Réserve écologique du Ruisseau-de-l’Indien ist ein ökologisches Schutzgebiet im äußersten Südwesten der kanadischen Provinz Québec, das nach dem kleinen Fluss benannt wurde, der es durchzieht.

## Lage, Aufgabe, Geologie
Es wurde im Jahr 1991 auf einer Fläche von 324 ha eingerichtet und liegt im Nordwesten der Verwaltungsregion Outaouais, in der regionalen Grafschaftsgemeinde Pontiac, am Nordufer des Ottawa.

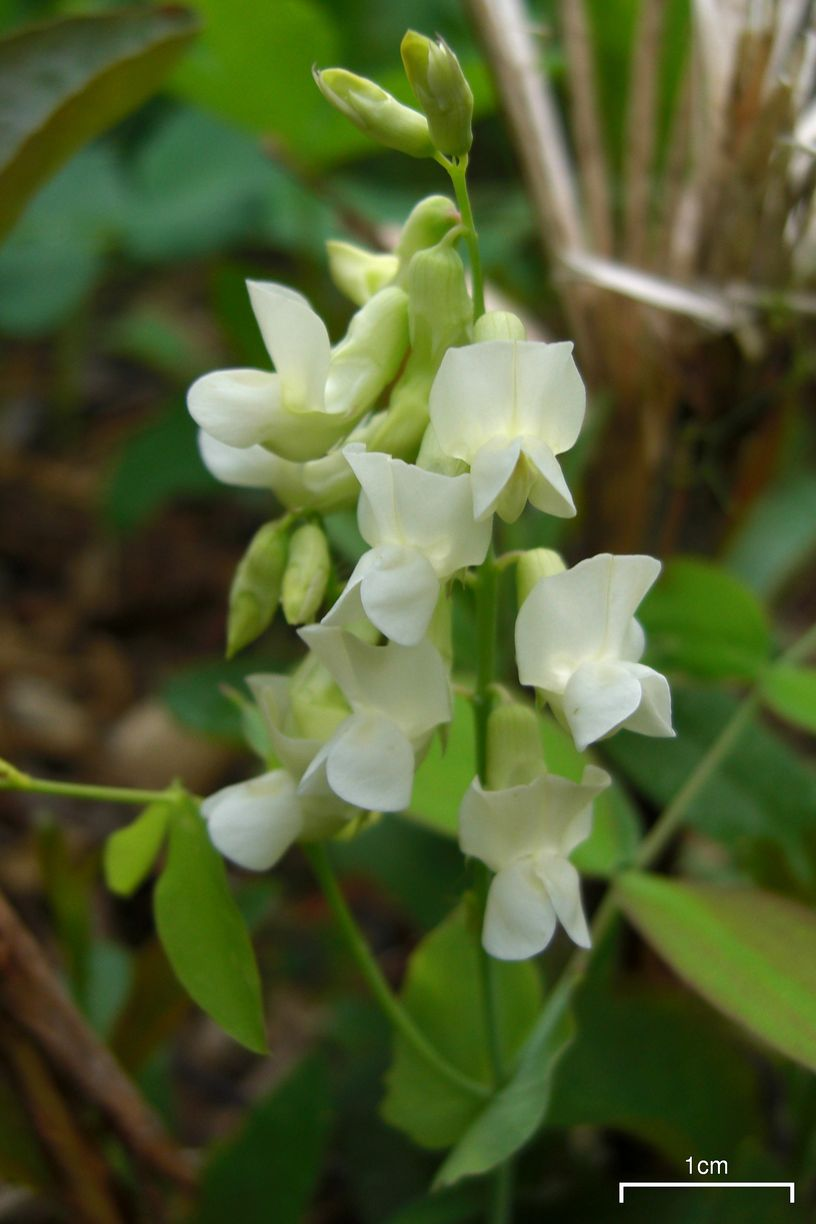
Lathyrus ochroleucus, eine bedrohte Art aus der Familie der Hülsenfrüchtler

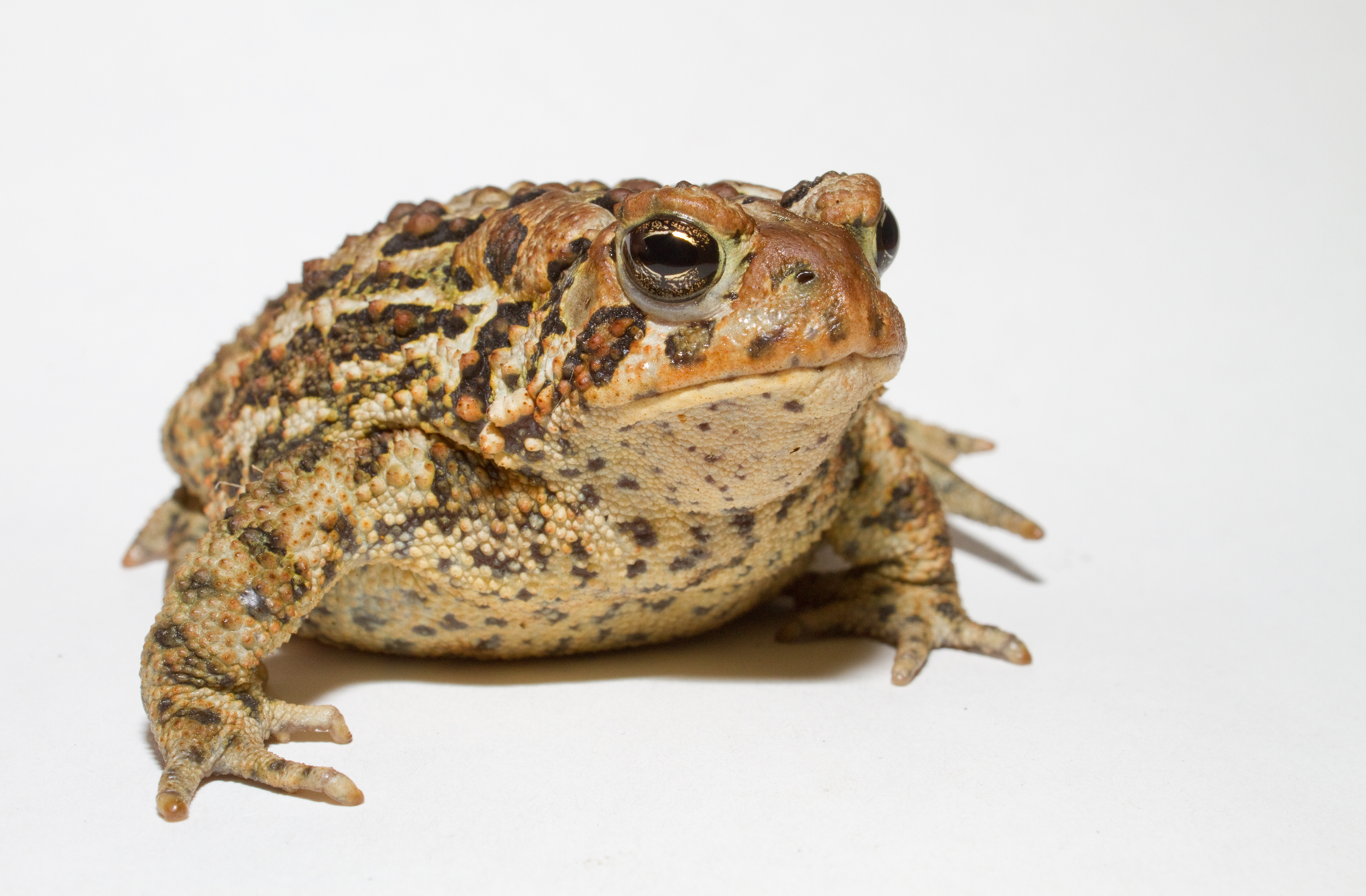
Anaxyrus americanus

Es schützt Zucker-Ahorn-Wälder, die mit Gelb-Birken vermischt sind, wie sie für die Ökoregion Lac Pythonga typisch sind.
Das hügelige Gebiet auf dem Kanadischen Schild liegt zwischen 250 und 500 m über dem Meeresspiegel. Der Untergrund besteht aus Gneis, Quarzit und kalkreichem Gestein. Nacheiszeitliche Überschwemmungen haben die Terrassen des Indien-Flusses geformt.

## Flora
Stark vertreten sind Weymouth-Kiefer (Pin blanc genannt) und Rotkiefer, dann Populus grandidentata, eine Pappelart, die es nur im Nordosten der USA und im Südosten Kanadas gibt, schließlich Amerikanische Zitterpappel. An einem sandigen Plateaustandort findet sich die hier Pin gris genannte Banks-Kiefer, an einem anderen ein Silber-Ahorn-Wald.
Zahlreiche weitere Pflanzen sind mit den verschiedenen Wald- und Bodentypen assoziiert, wie etwa der bedrohte Lathyrus ochroleucus aus der Familie der Hülsenfrüchtler.

## Fauna
Im Fluss finden sich Glasaugenbarsche. Auch leben Landkarten-Höckerschildkröte, die Krötenart Anaxyrus americanus, der im Englischen als mink frog, im Französischen als grenouille verte bekannte Frosch Rana septentrionalis, sowie der Ochsenfrosch, der hier Ouaouaron heißt, in größerer Zahl.

## Archäologie
Archäologische Untersuchungen ergaben, dass das Gebiet bereits vor mehr als 4000 Jahren bewohnt war.